# Áxis
O áxis é a segunda vértebra cervical e é atípica por possuir um Processo odontóide ("dente"), que articula-se com o atlas. No mais, a maioria das características são comuns às das outras vértebras cervicais, como o forame transverso para a passagem da artéria vertebral. O Áxis tem este nome por servir de eixo para a rotação do atlas com o crânio que ele suporta.